# Vaisselle jetable
Vous pouvez aider à l'améliorer ou bien discuter des problèmes sur sa page de discussion.
- Il peut contenir un travail inédit ou des déclarations non vérifiées. Vous pouvez l’améliorer en ajoutant des références. (Marqué depuis janvier 2023)

Vous pouvez aider à l'améliorer ou bien discuter des problèmes sur sa page de discussion.
- Il ne cite pas suffisamment ses sources. Vous pouvez indiquer les passages à sourcer avec {{référence nécessaire}} ou {{Référence souhaitée}}, et inclure les références utiles en les liant aux notes de bas de page. (Marqué depuis janvier 2023)
- Son texte doit être wikifié : il ne correspond pas à la mise en forme Wikipédia (style, typographie, liens internes, liens entre les wikis, etc.). (Marqué depuis janvier 2023)

- Archive Wikiwix
- Bing
- Cairn
- DuckDuckGo
- E. Universalis
- Gallica
- Google
- G. Books
- G. News
- G. Scholar
- Persée
- Qwant
- (zh) Baidu
- (ru) Yandex
- (wd) trouver des œuvres sur Wikidata

La vaisselle jetable est un produit jetable. Elle est utilisée dans la restauration au sens large pour présenter, livrer et consommer un repas complet ou un en-cas. Il s'agit d'assiettes, de gobelets jetables, de couverts, de sacs et de sachets ou encore de serviettes en papier à usage unique.

## Historique
La vaisselle jetable a fait son apparition au XXe siècle. Elle a d'abord été utilisée dans les cantines scolaires et les cafétéria. Les repas étaient préparés en cuisine centrale dans de grandes barquettes Gastro Norm en carton puis livrés dans les écoles pour y être réchauffés et servis.
Le concept de vaisselle jetable s'est ensuite considérablement développé en 1990 avec l'apparition du drive chez McDonald's et avec cela d'un nouveau mode de restauration. Le développement de la vente à emporter de produits alimentaires a obligé les acteurs de la restauration à trouver des solutions peu coûteuses pour présenter, protéger, livrer et consommer les aliments ailleurs que dans leurs établissements.
La pandémie de Covid-19 et l'explosion de la livraison de repas à domicile a considérablement renforcé l'utilisation de la vaisselle jetable.
La vaisselle jetable est souvent utilisée aussi pour les évènements en extérieur organisés par les professionnels mais aussi lors de pique-niques ou encore de fêtes familiales telles que des mariages, des anniversaires...

## Matériaux
Les principaux matériaux utilisés pour fabriquer de la vaisselle jetable sont :
- Papier : sacs serviettes, nappes ;
- Carton : assiettes, gobelets, boîtes, barquettes ;
- Feuille de palme : assiettes, barquettes ;
- Bois : assiettes, couverts, barquettes ;
- Bambou : assiettes, barquettes, bols, saladiers ;
- Canne à sucre : assiettes, barquettes, bols, saladiers ;
- Acide polylactique (PLA et CPLA) : gobelets, couverts, barquettes, couvercles ;
- Aluminium : barquettes, moules de cuisson ;
- Polyéthylène téréphtalate (PET et r-PET) : barquettes, couvercles ;
- Polyéthylène (PE) : sacs, sachets ;
- Polychlorure de vinyle (PVC) : assiettes, couvercles ;
- Polypropylène (PP) : assiettes, gobelets, couverts, couvercles ;
- Polystyrène (PS) : assiettes, gobelets, couverts, couvercles.

## Impact écologique
L'utilisation de la vaisselle jetable peut avoir des impacts négatifs importants sur l'environnement. Ces produits jetables sont souvent fabriqués à partir de matières plastiques, qui sont difficilement biodégradables, même si la filière s'organise, de plus en plus. Ils peuvent mettre des centaines d'années à se décomposer dans la nature.
Les déchets plastiques peuvent également causer des problèmes pour la faune marine et les oiseaux qui peuvent les confondre avec de la nourriture. Ces déchets se retrouvent ensuite dans nos assiettes.
La recherche industrielle s'oriente maintenant vers des bioplastiques à base de blé qui sont recyclables, biodégradables voire compostables.

## Législation

### La fin programmée du plastique
Dans le cadre de la loi sur transition énergétique pour une croissance verte la législation française s'est renforcée depuis 2016. Cela a commencé par les sacs de caisses à usage unique en plastique.
Cela s'est étendu dès le 1er janvier 2017 aux sacs en points de vente (sacs fruits et légumes par exemple) sauf dans le cas où ils sont biosourcés.
Dès 2020 la mise à disposition de gobelets, de verres et d'assiettes jetables en plastique a été interdite. Tout comme les cotons-tiges en plastique ainsi que les bouteilles en plastique d'eau plate dans la restauration collective scolaire. 
Au 1er janvier 2021 de nombreux autres articles dont les piques à steak, les couvercles à verre jetables, les assiettes en plastique, les couverts en plastique ou encore les bâtonnets mélangeurs en plastique sont interdits.
Au 1er janvier 2023 les couverts non réutilisables ont été interdits dans les lieux de consommation "sur place".

### Loi AGEC
La loi relative à la lutte contre le gaspillage pour une économie circulaire (Loi AGEC) renforce la loi sur la transition énergétique pour une croissance verte en interdisant la vaisselle jetable en général depuis le 1er janvier 2023 dans tous les restaurants de plus de 20 places assises ont ainsi l'obligation de proposer de la vaisselle réutilisable aux clients consommant sur place.
Seul le papier ingraissable entourant les burgers est autorisé pour des questions d'hygiène.

## Vaisselle jetable Vs vaisselle réemployable
S'il est démontré que la vaisselle jetable en plastique est nocive pour la planète, il n'est pas sûr que la vaisselle réemployable (ou vaisselle réutilisable) soit meilleure d'un point de vue environnemental que la vaisselle jetable faite à partir de matériaux biodégradables.
Selon une étude menée par European Paper Packaging Alliance (EPPA) et certifiée par l'organisme indépendant TÜV (Technischer Überwachungsverein) montre que les emballages à usage unique :
- émettent 2,8 fois moins de CO2
- consomment 3,4 fois moins d’eau douce
- épuisent 3,4 fois moins de combustibles fossiles et
- produisent 2,2 fois moins de particules fines dans l’atmosphère.